# Волошка гострокінцева
Воло́шка гострокінц́ева (Centaurea apiculata) — трав'яниста рослина роду волошка, родини айстрових.

## Ботанічні характеристики

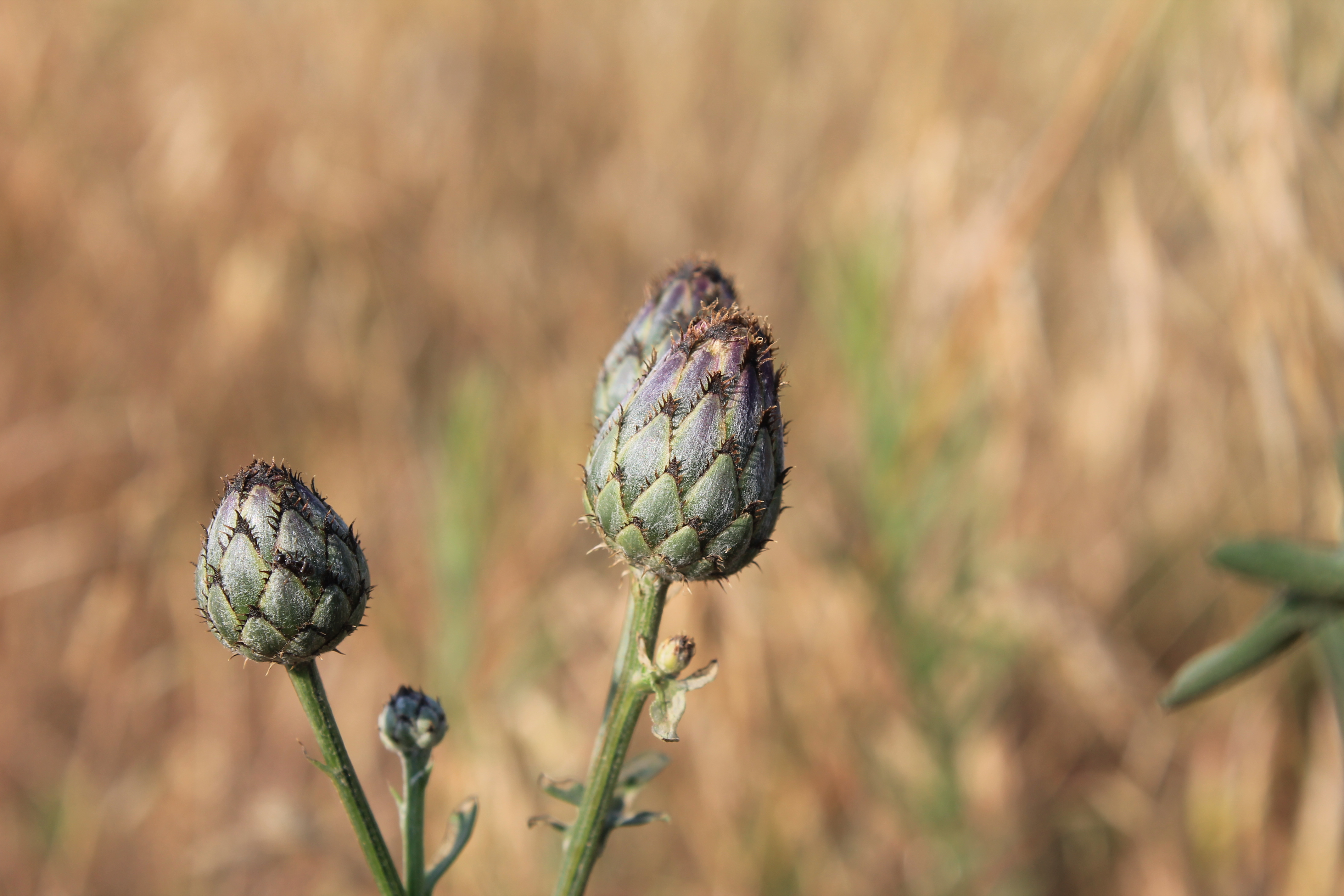
Пуп'янки

Багаторічна рослина заввишки 80 — 100 см. Коренева система — стрижнева. Може мати одне або кілька прямих стебел, що зверху розгалужуються. Листя перисто-роздільне або лопатеве. Нижні листки мають довгі черешки, верхні — сидячі або майже сидячі. Суцвіття — кошик. Обгортка довжиною 17 — 22 мм та шириною 11 — 17 мм зовнішні та середні придатки листочків обгортки довжиною до 2 мм мають набігаючу на листочки кайму до 0,5 мм і темні війки з невеликою колючкою зверху. Віночок рожевий. Плід — сім'янка.

## Екологія
Росте в степу, на луках, серед чагарникових заростей.

## Поширення
Європа, в гірській частині Криму, на сухих схилах, серед чагарників, трапляється зрідка.

## Систематика
Згідно класифікації бази даних «The Plant List» Centaurea apiculata є синонімом Centaurea scabiosa subsp. apiculata (Ledeb.) Mikheev.